# Schildhof (Passeier)

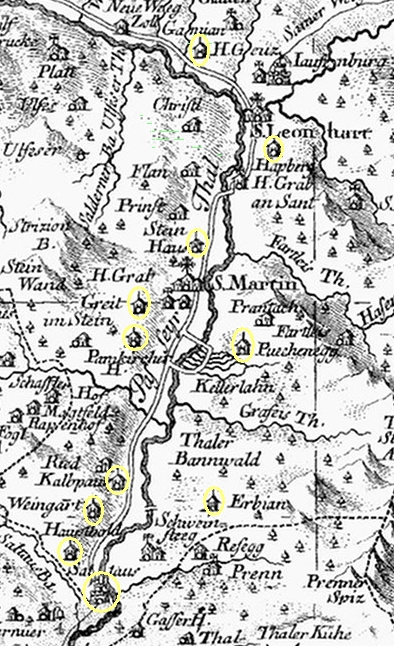
Schildhöfe in Passeier, Atlas Tyrolensis, 1774

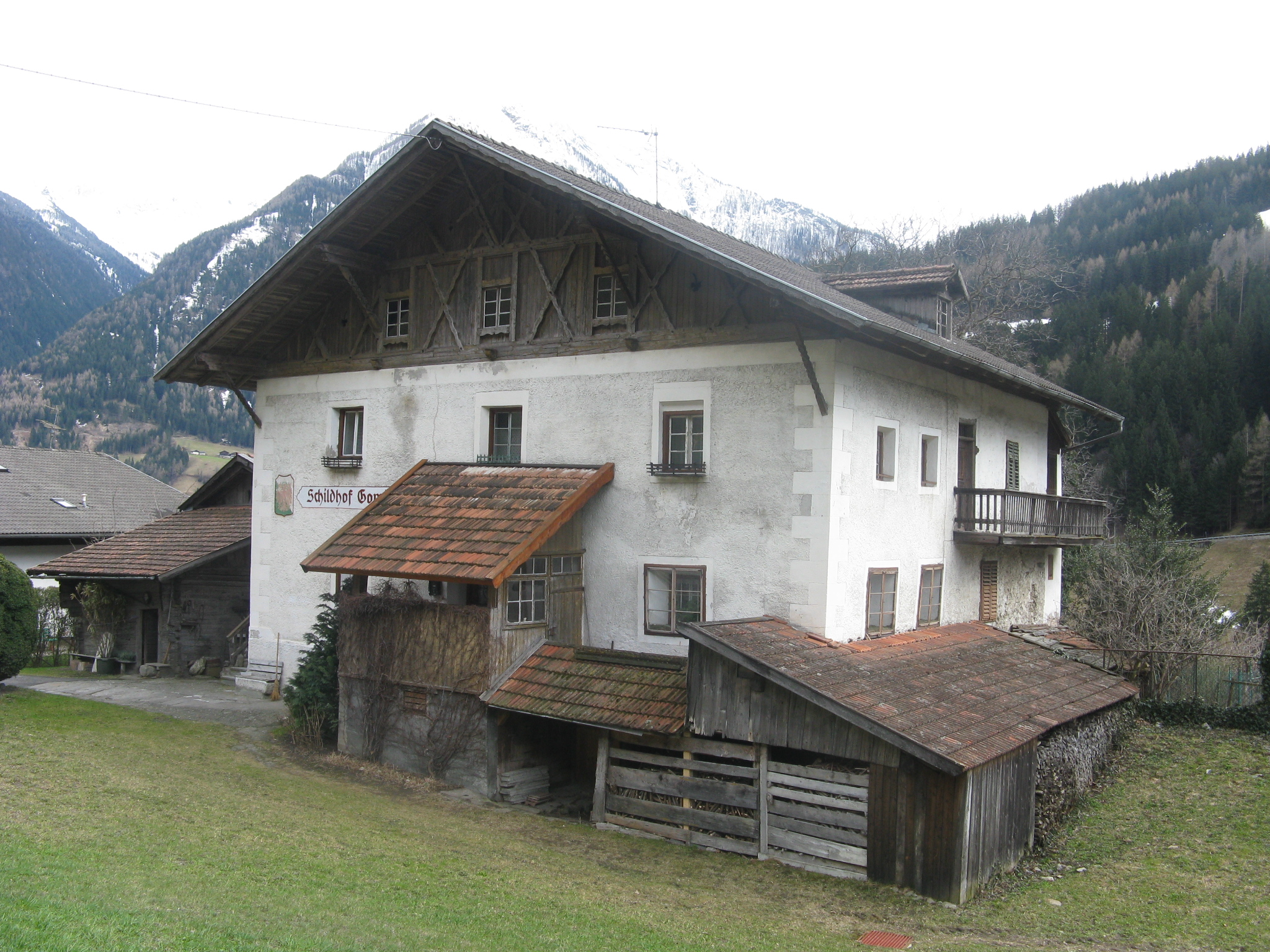
Schildhof Gomion

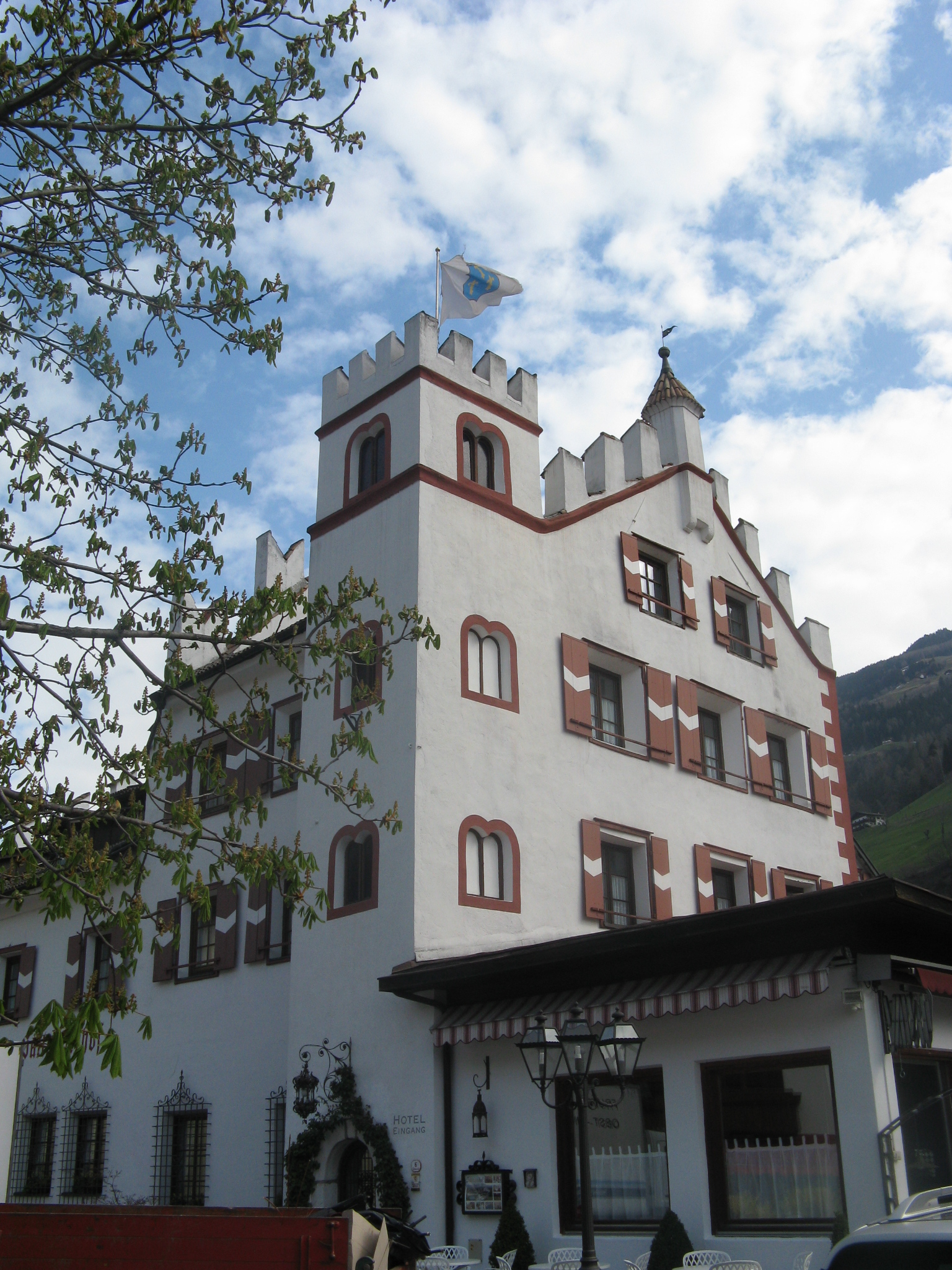
Schildhof Saltaus

Die Schildhöfe in Passeier sind „bäuerliche Anwesen, mit denen bestimmte Rechte und Freiheiten verbunden waren“.
Sie unterscheiden sich teilweise baulich von den damals üblichen Höfen und verfügen zum Teil über Türme und Mauern.

## Geschichte
1317 verlieh Graf Heinrich von Tirol sieben fürstlichen Amtsträgern besondere Privilegien: Sie wurden von der landesfürstlichen Steuer befreit. Als Gegenleistung waren sie verpflichtet, innerhalb Tirols zu dienen in Waffen und zu Pferd. Sie wurden Schildherren genannt. Zu ihrer Stellung gab es in der Vergangenheit unterschiedliche Theorien; demnach wurden sie unter anderem definitiv zu den Einschildrittern, also zum niederen Adels gezählt. Die neuere Forschung ist allerdings davon überzeugt, dass sie sich nur in einer Grauzone zwischen Adel und Nichtadel bewegten und den Aufstieg in den Niederadel wohl nie ganz vollziehen konnten. 
Zu dieser Stellung des Schildherren gehörten verschiedene Privilegien, darunter das uneingeschränkte Recht, Waffen zu tragen. Namentlich waren diese Schildherren Egno von Saltaus, Haupold und Heinold von Passeier, Heinrich von Puchach, Friedrich von Weingart, Friedrich von Gereut und Berchtold von Steinhaus. Ihre Namen sind teilweise noch heute namensgebend für ihre Höfe.
Seit dem Freiheitsbrief von Herzog Leopold (1396) unterstanden sie nicht mehr der ordentlichen Gerichtsbarkeit, sondern dem Adelsgericht, und erhielten Jagd- und Fischereirecht auf ihrem Besitz. Die Rechte der Schildherren und deren Erben gingen im 15. Jahrhundert auf die Schildhöfe über. Ab 1524 waren die Schildhöfe im Tiroler Landtag vertreten. Im Steuerkataster von 1694 wurden bereits elf Schildhöfe aufgeführt.
In der Zeit des Nationalsozialismus wurden die Schildhöfe als Inbegriff „deutschen Wehrbauerntums“ instrumentalisiert.
Bei Prozessionen gehen heute die Schildhofbauern in Tracht und mit einem Schild, auf dem der Hofname steht, sowie mit einer Hellebarde, um zu zeigen, dass die Schildhofbauern früher für ihren Herrn kämpfen mussten.

## Erhaltene Schildhöfe
Die folgenden Schildhöfe sind noch (teilweise) erhalten, sie befinden sich in St. Martin bzw. in St. Leonhard:

### St. Martin
- Saltaus (Untersaltaus, Saltus)[6]: erwähnt 1230
- Haupold (Obersaltaus, Hauppold, Hauptbold, Hupold): erwähnt 1317
- Weingarten-Granstein (Granstein, Weingart): erwähnt 1284
- Lanthaler (Oberkalbe, Lanthaler): erwähnt 1288, Steuerfreiheit 1311; Turm und Reste einer Ringmauer erhalten[7]
- Kalmbauer (Niederkalbe, Chalve, Chalbe, Kalm): um 1555 als Schildhof erwähnt[8]
- Pseirer (Turngut): erwähnt 1288, viereckiger Turm und Reste einer Ringmauer erhalten
- Baumkirch (Unter-Gereut, Bamkirch): Fresko des Hl. Christopherus aus dem 15. Jh.
- Ober-Gereut (Geraut, Gereut, Greit, Grüt): erwähnt 1288; 1420 mit dem Inhaber Niklas Gerauter von Geraut[9]
- Steinhaus (Staynhaus): erwähnt 1285; Erker, Spitzbogen- und Eselrückentüren aus dem 15. Jh.

### St. Leonhard
Alle im 14. Jahrhundert erwähnt, bis auf Gomion ohne bauliche Besonderheiten.
- Ebion (Erbion, Urbian, Orbian), 1420 mit dem Inhaber Perchtold Wiser von Oerbion[9]
- Buchenegg (Buechenegg, Gadenacker, Puchach, Buochenegg, Puochach)
- Happerg (Kolber, Endhof)
- Gomion (Gamion, Camian, Camyan): ehemals Besitz von Albert von Gomion, natürlicher Sohn von Meinhard II.; im Keller älterer Baubestand, Eingangstor mit Spitzbogen und Wappenstein

## Sonderfälle
Als Sonderfall gilt der Gadenackerhof, welcher aus dem Buchenegghof herausgebrochen wurde. Früher waren beide Höfe in einem Besitzer vereinigt. Beide Höfe hatten aber separate Häuser und Ställe. Als im Jahr 1779 Johann Hafner, Besitzer des Buchenegg- und Gadenackerhofes, starb, teilten seine Söhne den Hof unter sich auf, so dass Mathias Hafner den Buchenegghof und Josef Hafner den Gadenackerhof bekamen. Der Gadenackerhof gilt deshalb als Sonderfall, weil er als Schildhof gedeutet wurde, obwohl er im eigentlichen Sinn keiner ist. Wenn die Schildhofbauern bei den oben erwähnten Prozessionen mitgehen, gibt es sogar einen Schild mit der Aufschrift "Gadenacker", den der Gadenackerbauer zusammen mit der Hellebarde mit sich trägt.